# روبن فرناندس
روبن فرناندس هو لاعب كرة قدم برتغالي في مركز الدفاع، ولد في 6 مايو 1986 في بورتيماو في البرتغال. شارك مع منتخب البرتغال تحت 20 سنة لكرة القدم. أما مع النوادي، فقد لعب مع إشتوريل برايا ونادي سينت ترويدن ونادي فارزيم.

## وصلات خارجية
- روبن فرناندس على موقع قاعدة بيانات كرة القدم.إي يو (الإنجليزية)
- روبن فرناندس على موقع Soccerway.com (الإنجليزية)
- روبن فرناندس على موقع AS.com (الإسبانية)